# Boalmari
Boalmari är ett underdistrikt i Bangladesh. Det ligger i den centrala delen av landet, 80 km väster om huvudstaden Dhaka.
Trakten runt Boalmari består till största delen av jordbruksmark. Runt Boalmari är det tätbefolkat, med 849 invånare per kvadratkilometer.